# Фуригана
Фуригана  (яп. 振り仮名) — фонетические подсказки в японской письменности. Иногда её называют ёмигана (яп. 読仮名)   или руби (яп. ルビ). Состоят из маленьких знаков каны, напечатанных рядом с кандзи или другим символом, отражая их произношение. В горизонтальном тексте фуригана располагается над линией текста, в вертикальном — справа от него, как показано ниже. Фуригана набирается кеглем «агат». 
| 漢 | か ん |
| 字 | じ    |

| かん | じ |
| 漢   | 字 |

## Внешний вид
Фуригана может сопровождать каждый иероглиф в отдельности или целое сочетание, причём во втором случае знаки фуриганы центрируются над всем сочетанием, не отражая чтение каждого отдельного иероглифа. Второй способ встречается чаще, поскольку некоторые слова в японском языке имеют нестандартное чтение, отличающееся от обычных кунъёми или онъёми отдельных иероглифов. Например, в слове, означающем «взрослый» (大人) первый знак, взятый отдельно, был бы прочитан дай, а второй — дзин или нин; в связке же, они вместе читаются отона, и нельзя сказать, что первый знак представляет здесь звуки о или ото, a последний тона или на.
Когда необходимо сделать различие между японским произношением кунъёми и производным от китайского произношением онъёми, например в словарях кандзи, японское произношение записывается хираганой, а китайское — катаканой. Такое различие встречается только в словарях и справочной литературе. В обычном тексте чаще всего используется хирагана. Единственное исключение — китайские топонимы, имена и, иногда, названия блюд — они записываются с помощью кандзи и поясняются фуриганой в форме катаканы.
В фуригане иногда отсутствует различие между обычными знаками каны и уменьшенными формами, используемыми для удвоения согласных и палатализации гласных. К примеру, слово 却下 кякка обычно записывается хираганой как きゃっか, но фуриганой оно может быть расшифровано как きやつか. Это характерно для текста, набранного на старых печатных станках: раньше печаток фуриганы для уменьшенных знаков каны не было. Сегодня типографии компьютеризированы, и такой внешний вид фуриганы встречается реже.

## Использование

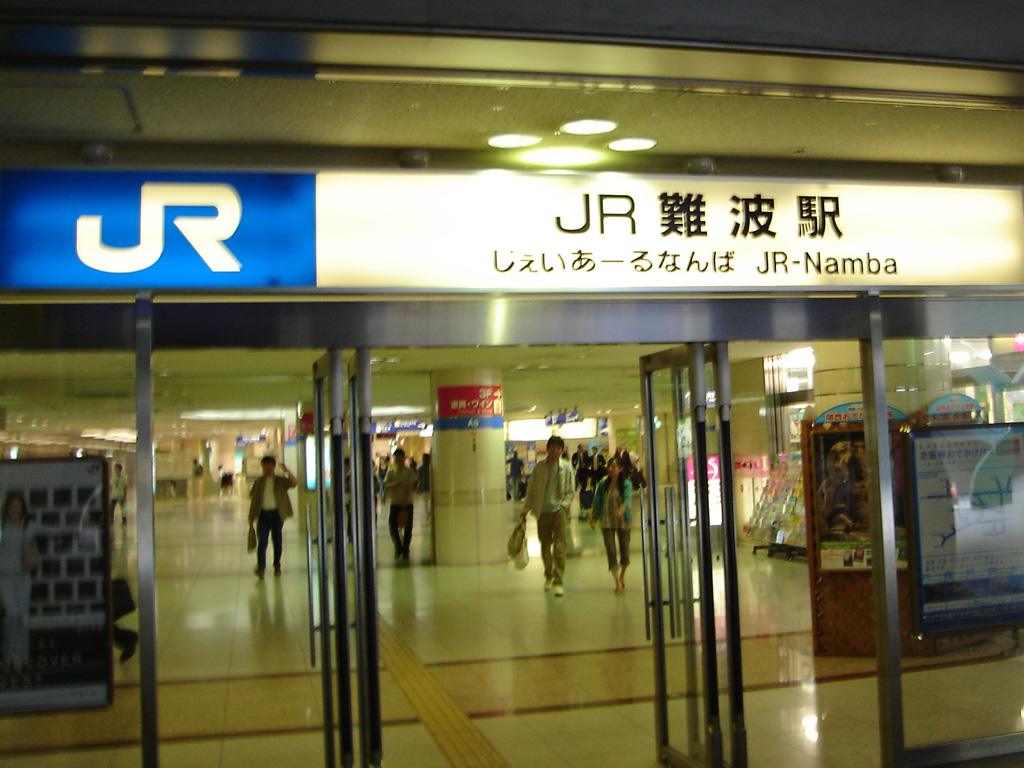
На указателе фуригана показывает произношение латинских букв «JR» и кандзи для названия станции — Намба.

Чаще всего фуригана используется в текстах для детей, которые ещё не умеют прочесть и понять незнакомые им иероглифы, но могут понять слово по фонетической транскрипции, записанной хираганой. Так как японские дети учат хирагану раньше катаканы, в текстах для дошкольников фуригана также даётся и для символов катаканы. В детских книжках фуригана даётся ко всем иероглифам — по-японски это называется со̄руби (総ルビ).
В остальных текстах фуригана может быть надписана над словом, содержащим редкий кандзи. В газетах и журналах фонетические подсказки даются ко всем словам, содержащим кандзи, не входящим в список Дзёё кандзи.
Фуригана, как правило, встречается на железнодорожных указателях вместе с кандзи и ромадзи, даже если произношение названия станции широко известно. Фуригана часто встречается на картах, если у топонима необычное название.

### В именах
Японские имена обычно записываются иероглифами. Так как запись кандзи может читаться по-разному, включая особое чтение для имён собственных — нанори, имена часто сопровождаются фуриганой. В японских анкетах и официальных документах рядом с графой для записи имени с помощью кандзи всегда присутствует графа для фуриганы. Иностранные имена, в том числе русские, обычно записываются катаканой.
Фуригана может использоваться для транскрипции иностранных имён, записанных кандзи: в особенности для китайских и корейских. Китайские имена обычно произносятся на японский манер и транскрибируются хираганой. Корейские имена произносятся как можно ближе к оригиналу, причём произношение записывается катаканой. Также фуригана может использоваться в редких случаях, когда иностранные имена получили кандзи для своей записи, например, имена футбольного игрока Руи Рамоса (瑠偉・ラモス) и общественного деятеля Дэвида Алдвинкля (有道 出人, Арудо: Дэбито).

### Для изучения иностранных языков
Кандзи и их сочетания обычно сопровождаются фуриганой в учебниках японского языка для иностранцев.
Фуригана часто используется в учебниках иностранных языков для японцев. Слова записываются буквами иностранного алфавита, например, знаки азбуки хангыль в учебнике корейского языка будет сопровождать фуригана, показывая их произношение.

### Для каламбуров и подтекста
Некоторые авторы добавляют фуригану к жаргонным произношениям слов: само слово записывается кандзи, а фуриганой даётся его жаргонное произношение.
Отсылки в тексте на вышесказанное вида «см. выше», также часто записываются фуриганой предлогами сорэ (それ) «это» или арэ (あれ) «то».
В караоке, если текст песни записан с использованием кандзи, очень часто слова сопровождаются фуриганой, так как высока вероятность встретить слово с нестандартным прочтением, авторские неологизмы и т. п.
Так как иероглиф ответственен за содержание, а фуригана — за звучание, их можно скомбинировать для создания каламбура или отражения значения иностранных слов. Можно записать слово «зелёный» иероглифами (緑色, мидорииро или рёкусёку) и добавить к нему фуригану, отражающее звучание английского слова «green» (зелёный). Это делается на субтитрах к иностранным фильмам, когда нужно связать японские субтитры с речью героев, или чтобы позволить переводчику сохранить оригинальное звучание имени или термина, записав его смысловое значение при помощи кандзи (к примеру, Skywalker («Скайуокер») из «Звёздных войн»). Также часто в японской художественной литературе фуригана используется для придания слову дополнительных значений. К примеру, в научной фантастике слово «Земля» (яп. 地球 тикю:)　может быть дополнено фуриганой слова «родина» (яп. ふるさと фурусато).

## Отображение в электронных текстовых редакторах и браузерах

### Редакторы
- Microsoft Word, OpenOffice.org имеют встроенную поддержку агата (появляется при включении поддержки дальневосточных языков).

### Браузеры
Существует рекомендация W3C для использования агата в XHTML — Ruby Annotation, использующая тег <ruby>.
| XHTML-код                      | результат                                    |
| ------------------------------ | -------------------------------------------- |
| <ruby>男<rt>おとこ</rt></ruby> | Пример фуриганы с использованием тега "ruby" |

- Браузер Internet Explorer не поддерживает XHTML 1.1[1], но поддерживает нестандартное использование тега ruby в HTML.
- В браузерах Netscape, Mozilla Firefox поддержка тега Ruby включается при помощи стороннего расширения.
- В браузере Opera поддержка агата возможна при помощи пользовательского скрипта (user javascript adds) HTML Ruby.

## Другие текстовые подсказки японского языка

### Кунтэн
В типе японского письма, называемом камбун и являющимся японской стилизацией классического письменного китайского языка, иногда добавляются небольшие значки, называемые кунтэн. В отличие от фуриганы, которая отражает произношение, кунтэн отражает японские грамматические структуры, отсутствующие в камбуне, а также показывает, как слова должны быть переставлены с учётом японской структуры предложения.

### Фурикандзи
Фуригана изредка используется для отражения не произношения, а значения слова. К примеру, если в японском тексте встречается иностранное слово, записанное латиницей, оно может быть переведено в тексте при помощи фуриганы. Сегодня это встречается реже, но в конце XIX — начале XX века для перевода и пояснения заимствованных слов, записанных катаканой, использовались кандзи в виде фуриганы. По-японски это называется фурикандзи (振り漢字), так как слово фуригана подразумевает использование каны.

## Аналоги в других языках
На Тайване маленькие буквы системы чжуинь фухао — тайваньского аналога каны для китайского языка — иногда печатаются в учебной и детской литературе справа от иероглифов для указания их произношения.